# Walczak (nazwisko)
Walczak (forma żeńska: Walczak, Walczakowa; liczba mnoga: Walczakowie) – popularne nazwisko polskie. Według bazy PESEL z 17.01.2015 r. nosiło je 28 252 Polek i 28 064 Polaków.
Nazwisko pochodzi od imienia Walenty (: Walek, zdrobnienie od Walentego), może także pochodzić od imienia Walerian albo od czasownika „walić”.

## Osoby noszące nazwisko Walczak
- Adam Walczak (1887–1939) – wiceprezydent Łodzi, działacz PPS
- Adam Walczak (1915–2003) – partyzant
- Adam Walczak (1938–2011) – działacz partyjny, I sekretarz Komitetu Łódzkiego PZPR
- Adam Walczak (ur. 1957) – piłkarz
- Artur Walczak (1975–2021) – strongman i zawodnik MMA
- Bartosz Walczak (ur. 1971) – architekt i profesor
- Damian Walczak (ur. 1971) – poznański gangster, współorganizator napadu na konwój w Gaju Wielkim w roku 2001. Odsiadywał wyroki na oddziałach dla więźniów szczególnie niebezpiecznych
- Emilia Walczak (ur. 1984) – pisarka, publicystka
- Franciszek Walczak (1923–1945) – milicjant
- Franciszek Walczak (1940–2015) – profesor n.med. wybitny elektrofizjolog
- Grzegorz Walczak (ur. 1941) – poeta, prozaik, dramaturg, satyryk, autor słuchowisk radiowych i tekstów piosenek, językoznawca
- Jacek Walczak (ur. 1965) – polski samorządowiec, były prezydent Sieradza
- Jagna Marczułajtis-Walczak (ur. 1978) – snowboardzistka
- Jan Walczak (1933–2005) – bokser
- Jan Walczak (ur. 1942) – historyk
- Jan Walczak – kierownik warszawskiej szkoły baletowej przełomu XIX i XX wieku
- Janina Walczak-Budzicz (ur. 1950) – malarka na szkle, poetka
- Jerzy Walczak (1929–1968) – aktor
- Jerzy Walczak (ur. 1962) – aktor
- Józef Walczak (1931–2016) – piłkarz
- Katarzyna Walczak (ur. 1981) – aktorka
- Kornelia Walczak (ur. 1993) - lekkoatletka
- Krystyna Walczak (ur. 1938) – aktorka
- Krzysztof Walczak (ur. 1963) – piłkarz
- Krzysztof Jan Walczak (ur. 1950) – bibliolog
- Leszek Walczak (1953–2012) – lekkoatleta
- Maciej Walczak (ur. 1971) – polski biolog
- Marek Walczak (ur. 1965) – historyk sztuki
- Michał Walczak (ur. 1979) – dramatopisarz, reżyser
- Przemysław Jacek Walczak (ur. 1961) – nauczyciel, działacz samorządowy, specjalista HR
- Renata Walczak (ur. 1963) – polska inżynier
- Ruth Walczak (ur. 1988) – brytyjska wioślarka
- Ryszard Tadeusz Walczak (1943–2006) – agrotechnik
- Stanisław Walczak (1913–2002) – prawnik, polityk, minister sprawiedliwości
- Tadeusz Walczak (1933–1987) – śpiewak operetkowy
- Waldemar Walczak (ur. 1975) – żużlowiec
- Wojciech Walczak (1916–1984) – geograf, geomorfolog
- Wojciech Walczak (ur. 1959) – polski polityk, psycholog i urzędnik państwowy, działacz opozycyjny i studencki w PRL